# Loose (Album)
Loose ist das dritte Album der portugiesisch-kanadischen Popsängerin Nelly Furtado, das am 7. Juni 2006 außerhalb Nordamerikas veröffentlicht wurde. Die Veröffentlichung in den Vereinigten Staaten und Kanada erfolgte am 20. Juni.

## Produktion

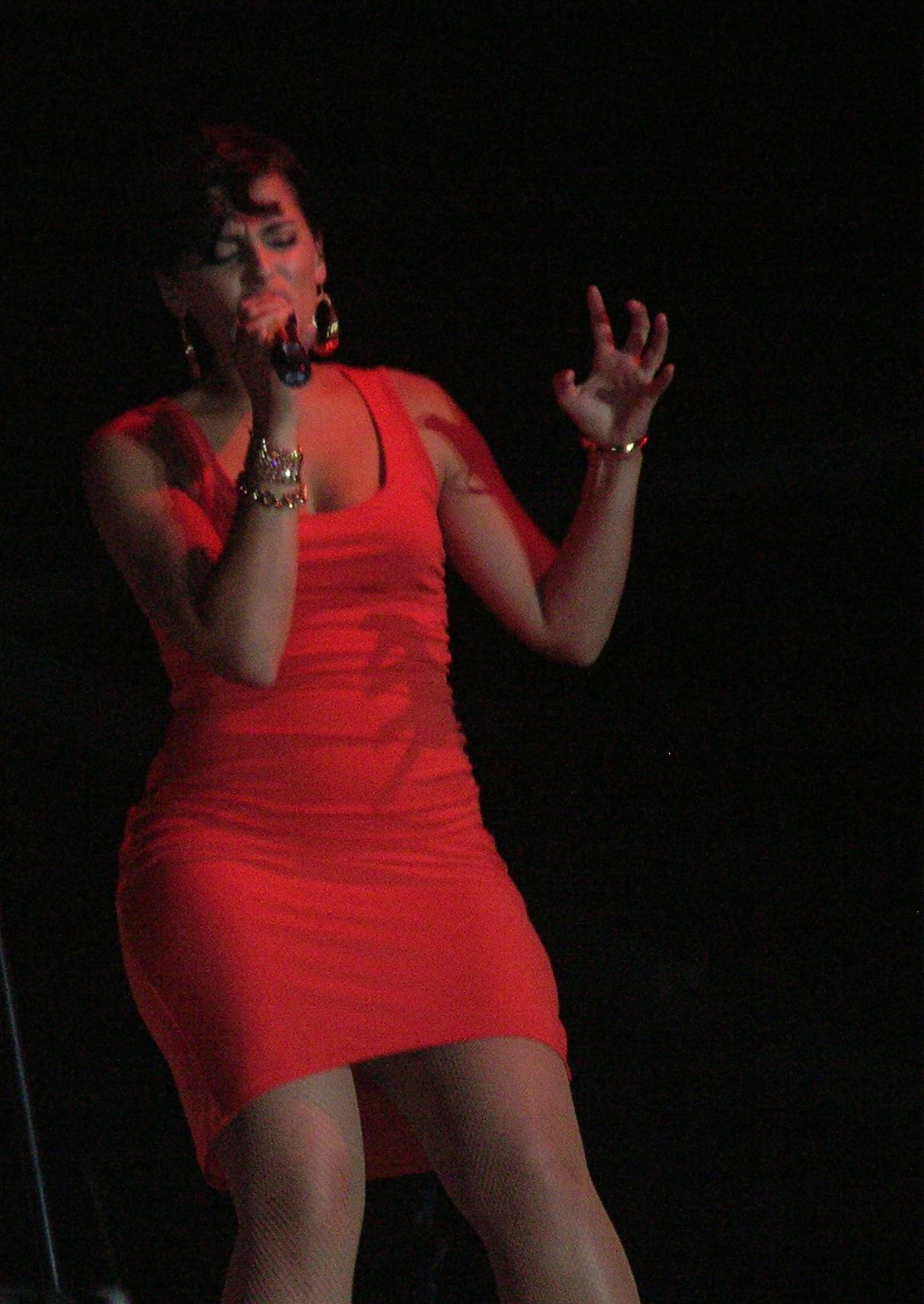
Nelly Furtado bei ihrer Get Loose Open Air Tour (2008)

Loose ist nach den spontanen und kreativen Entscheidungen benannt worden, die Nelly Furtado während der Arbeit an ihrem dritten Album getroffen hat. Hier arbeitete sie erstmals mit mehreren Produzenten gleichzeitig zusammen und verfolgte somit einen mehr kollaborativ geprägten Ansatz. Dabei ist der Produzent Timbaland maßgeblich für den Stil des Albums verantwortlich, da er an der Produktion der meisten Titel beteiligt gewesen ist. Furtado experimentierte diesmal vor allem mit Contemporary R&B und Hip-Hop, aber auch mit Elementen der Musik der 1980er-Jahre und bezeichnete diesen neuen Stil als „Punk-Hop“. Ebenso sollten die Songs auf Loose den Demobändern ähneln und nicht zu oft überarbeitet werden, wie es bei den Liedern auf den beiden Vorgängeralben der Fall gewesen ist. Während der Arbeit an Loose begeisterte sich Furtado auch für Electro und Hardrock, wie beispielsweise von den Bands System of a Down oder Death from Above 1979, die den Rocksound einiger Stücke auf dem Album mit beeinflussten.
Zehn der insgesamt zwölf Titel wurden von Timbaland und Danja produziert. Weiterhin war Lester Mendez, der unter anderem schon mit Shakira zusammengearbeitet hat, an der Produktion von Loose beteiligt. Daneben nahm Nelly Furtado weitere Lieder mit The Neptunes, Nellee Hooper und Scott Storch auf, die bei der finalen Songauswahl jedoch nicht berücksichtigt wurden.
Bei dem Titel Te busqué wurde Furtado von Juanes unterstützt, nachdem sie selbst auf dem Lied Fotografía aus dessen mit einem Latin Grammy ausgezeichneten Album Un día normal zu hören gewesen war. Außerdem ist Chris Martin, der Frontmann der Band Coldplay, an der Entstehung des Titels All Good Things (Come to an End) beteiligt gewesen, welchen er gemeinsam mit Furtado geschrieben hatte. Nachdem sein Plattenlabel EMI darum gebeten hatte, seine Stimme aus dem Lied zu entfernen, wurde All Good Things (Come to an End) jedoch nur mit der Stimme Furtados veröffentlicht.
Melodie und Bassline des Songs Do It ähneln stark dem Chiptune Acid Jazzed Evening des finnischen Demoszene-Musikers Janne Suni (aka Tempest of Damage), der damit auf der Assembly 2000 den „Oldskool“-Wettbewerb gewonnen hatte. Dies führte Ende 2006 zu Plagiatsvorwürfen gegen Nelly Furtado bzw. Timbaland.
Die Melodie des von Timbaland produzierten Songs Wait for You stammt aus dem türkischen Lied Allah Allah Desem Gelsem von Muhlis Akarsu. Dieses Sampling geschah allerdings ohne Genehmigung. Inhaltlich erfolgte hiermit eine Art Imagewechsel, da Furtado ihre Sexualität stärker betonte.

## Titelliste (Original)
| #  | Titel                            | Autor(en)                                                     | Produzent(en)             | Länge |
| -- | -------------------------------- | ------------------------------------------------------------- | ------------------------- | ----- |
| 1  | Afraid (feat. Attitude)          | Nelly Furtado, Tim „Attitude“ Clayton, Nate Hills, Tim Mosley | Danja, Timbaland          | 3:35  |
| 2  | Maneater                         | Furtado, Jim Beanz, Hills, Mosley                             | Danja, Timbaland          | 4:25  |
| 3  | Promiscuous (feat. Timbaland)    | Furtado, Clayton, Hills, Mosley                               | Danja, Timbaland          | 4:02  |
| 4  | Glow                             | Furtado, Hills, Mosley, Nisan Stewart                         | Danja, Timbaland          | 4:02  |
| 5  | Showtime                         | Furtado, Hills                                                | Danja                     | 4:15  |
| 6  | No hay igual                     | Furtado, Hills, Mosley, Stewart                               | Danja, Stewart, Timbaland | 3:36  |
| 7  | Te busqué (feat. Juanes)         | Furtado, Juanes, Lester Mendez                                | Mendez                    | 3:38  |
| 8  | Say It Right                     | Furtado, Hills, Mosley                                        | Danja, Timbaland          | 3:43  |
| 9  | Do It                            | Furtado, Hills, Mosley                                        | Danja, Timbaland          | 3:41  |
| 10 | In God’s Hands                   | Furtado, Rick Nowels                                          | Furtado, Nowels           | 4:54  |
| 11 | Wait for You                     | Furtado, Hills, Mosley                                        | Danja, Timbaland          | 5:11  |
| 12 | Somebody to Love (Bonustitel)    | Furtado, Nowels                                               | Furtado, Nowels           | 4:56  |
| 13 | All Good Things (Come to an End) | Furtado, Hills, Chris Martin, Mosley                          | Danja, Timbaland          | 5:11  |

## Mitwirkende
- Rusty Anderson: Gitarre
- David Campbell: Dirigent
- Robert Cani: Violine
- Luis Conte: Schlagzeug
- Larry Corbett: Cello
- Maria DeLeon: Violine
- Joel Derouin: Violine
- Danja: Schlagzeug, Keyboard, Piano
- Hilario Duran: Piano
- Amen Garabedian: Violine
- Gerado Hilera: Violine
- Sharon Jackson: Violine
- Dean Jarvis: Bassgitarre
- Juanes: Gitarre, elektrische Gitarre
- Suzie Katayama: Cello
- Peter Kent: Violine
- Greg Kurstin: Keyboard
- Jamie Muhoberac: Keyboard
- Rick Nowels: Gitarre, Keyboard, Piano
- Blake O: Gitarre
- Luis Orbego: Schlagzeug
- Stever Richards: Cello
- Kevin Rudolph: Gitarre
- David Schommer: Schlagzeug
- Ramon Stagnaro: Gitarre, elektrische Gitarre
- Nisan Stewart: Drums
- Daniel Stone: Schlagzeug
- Taku: Schlagzeug
- Timbaland: Bassgitarre, Schlagzeug, Keyboard
- Josefina Vergara: Violine
- Dan Warner: Gitarre
- Joey Waronker: Schlagzeug

Produktion
- Ausführender Produzent: Thom Panunzio, Timbaland, Nelly Furtado
- Produzent: Timbaland, Danja, Nisan Stewart, Lester Mendez, Rick Nowels, Nelly Furtado
- Stimmproduzent: Jim Beanz
- Stimmassistent: Jim Beanz, Timbaland, The Horace Mann Middle School Choirs
- Techniker: Demacio Castellon, Vadim Chrislov, Ben Jost, Joao R. Názario, James Roach, Kobia Tetey, Joe Wohlmuth
- Assistenztechniker: Jason Donkersgoed, Steve Genwick, Kieron Menzies, Dean Reid
- Mixing: Marcella Araica, Demacio Castellon, Bard Haehnal, Dave Pensado, Neal H. Pogue
- Mastering: Chris Gehringer
- A&R: Thom Panunzio, D.J. Mormile
- A&R Koordinierung: Evan Peters
- A&R Verwaltung: Jeanne Venton
- Art Direction: JP Robinson, Gravillis Inc., Nevis
- Fotografie: Anthony Mandler,
- Produktionsmanager: Cliff Feimann

## Singleauskopplungen
Insgesamt enthält Loose sieben Titel, die weltweit als Singles erschienen sind. Als erste Singleauskopplung wurden mit Promiscuous in Nordamerika und Australien, Maneater in Europa und Asien und Te busqué in Spanien sogar drei verschiedene Lieder gleichzeitig in unterschiedlichen Regionen auf der Welt veröffentlicht. Vier der sieben Singles, die in Deutschland veröffentlicht wurden, gelang der Einstieg in die Top 10 der deutschen Singlecharts. All Good Things (Come to an End) stand sogar sechs Wochen an der Spitze der deutschen Hitparade. Es ist bisher Furtados erfolgreichster Titel in Deutschland. Die Titel All Good Things (Come to an End) und Say It Right belegten in den deutschen Single-Jahrescharts Platz zwei bzw. drei, in Österreich Platz fünf bzw. sechs sowie in der Schweiz jeweils Platz vier und drei.
Neben den offiziellen Singles erschienen mit No hay igual eine Promo-Single.
Chartplatzierungen in den Singlecharts

| Jahr | Titel                            | Höchstplatzierung, Gesamtwochen, AuszeichnungChartplatzierungen (Jahr, Titel, Platzierungen, Wochen, Auszeichnungen, Anmerkungen) | Höchstplatzierung, Gesamtwochen, AuszeichnungChartplatzierungen (Jahr, Titel, Platzierungen, Wochen, Auszeichnungen, Anmerkungen) | Höchstplatzierung, Gesamtwochen, AuszeichnungChartplatzierungen (Jahr, Titel, Platzierungen, Wochen, Auszeichnungen, Anmerkungen) | Höchstplatzierung, Gesamtwochen, AuszeichnungChartplatzierungen (Jahr, Titel, Platzierungen, Wochen, Auszeichnungen, Anmerkungen) | Höchstplatzierung, Gesamtwochen, AuszeichnungChartplatzierungen (Jahr, Titel, Platzierungen, Wochen, Auszeichnungen, Anmerkungen) | Höchstplatzierung, Gesamtwochen, AuszeichnungChartplatzierungen (Jahr, Titel, Platzierungen, Wochen, Auszeichnungen, Anmerkungen) | Anmerkungen                                               |
| Jahr | Titel                            | DE | AT | CH | UK | US | CA | Anmerkungen                                               |
| ---- | -------------------------------- | --- | --- | --- | --- | --- | --- | --------------------------------------------------------- |
| 2006 | Maneater                         | DE4 (31 Wo.)DE | AT3 (33 Wo.)AT | CH3 (63 Wo.)CH | UK1 (27 Wo.)UK | US16 (20 Wo.)US | CA2 (19 Wo.)CA | Erstveröffentlichung: 18. April 2006                      |
| 2006 | Promiscuous                      | DE6 (25 Wo.)DE | AT12 (18 Wo.)AT | CH6 (47 Wo.)CH | UK3 (23 Wo.)UK | US1 (26 Wo.)US | CA1 (21 Wo.)CA | Erstveröffentlichung: 25. April 2006 feat. Timbaland      |
| 2006 | All Good Things (Come to an End) | DE1 (33 Wo.)DE | AT1 (32 Wo.)AT | CH1 (62 Wo.)CH | UK4 (23 Wo.)UK | US86 (4 Wo.)US | CA3 (22 Wo.)CA | Erstveröffentlichung: 27. November 2006                   |
| 2007 | Say It Right                     | DE2 (36 Wo.)DE | AT2 (36 Wo.)AT | CH1 (65 Wo.)CH | UK10 (37 Wo.)UK | US1 (30 Wo.)US | CA1 (25 Wo.)CA | Erstveröffentlichung: 2. März 2007                        |
| 2007 | Te busqué                        | DE16 (10 Wo.)DE | AT25 (14 Wo.)AT | CH79 (5 Wo.)CH | — | — | — | Erstveröffentlichung: 2. Juli 2007 feat. Juanes           |
| 2007 | Do It                            | DE22 (9 Wo.)DE | AT45 (6 Wo.)AT | CH30 (7 Wo.)CH | UK75 (4 Wo.)UK | US88 (1 Wo.)US | CA37 (12 Wo.)CA | Erstveröffentlichung: 7. September 2007                   |
| 2007 | In God’s Hands                   | DE33 (10 Wo.)DE | AT53 (15 Wo.)AT | — | — | — | CA7 (2 Wo.)CA | Erstveröffentlichung: 23. November 2007 feat. Keith Urban |

## Kommerzieller Erfolg

### Chartplatzierungen
In Deutschland stand Loose insgesamt 49 Wochen in den Top 10 der deutschen Albumcharts, davon acht Wochen an der Chartspitze. Loose war 2007 sowohl in Deutschland als auch in der Schweiz das am meisten verkaufte Album des Jahres.
| ChartsChartplatzierungen       | Höchstplatzierung | Wochen |
| ------------------------------ | ----------------- | ------ |
| Deutschland (GfK)              | 1 (… Wo.)         | …      |
| Österreich (Ö3)                | 1 (66 Wo.)        | 66     |
| Schweiz (IFPI)                 | 1 (97 Wo.)        | 97     |
| Vereinigte Staaten (Billboard) | 1 (70 Wo.)        | 70     |
| Vereinigtes Königreich (OCC)   | 4 (87 Wo.)        | 87     |

| ChartsJahrescharts (2006)      | Platzierung |
| ------------------------------ | ----------- |
| Deutschland (GfK)              | 11          |
| Österreich (Ö3)                | 36          |
| Schweiz (IFPI)                 | 9           |
| Vereinigte Staaten (Billboard) | 64          |
| Vereinigtes Königreich (OCC)   | 39          |

| ChartsJahrescharts (2007)      | Platzierung |
| ------------------------------ | ----------- |
| Deutschland (GfK)              | 1           |
| Österreich (Ö3)                | 3           |
| Schweiz (IFPI)                 | 1           |
| Vereinigte Staaten (Billboard) | 32          |
| Vereinigtes Königreich (OCC)   | 14          |

| ChartsJahrescharts (2008) | Platzierung |
| ------------------------- | ----------- |
| Deutschland (GfK)         | 60          |

### Auszeichnungen für Musikverkäufe
Loose ist das meistverkaufte Album von Nelly Furtado. Laut Schallplattenauszeichnungen verkaufte es sich über 10,5 Millionen Mal.
| Land/Region                  | Auszeichnungen für Musikverkäufe (Land/Region, Auszeichnung, Verkäufe) | Verkäufe    |
| ---------------------------- | ---------------------------------------------------------------------- | ----------- |
| Australien (ARIA)            | 2× Platin                                                              | 140.000     |
| Belgien (BRMA)               | 2× Platin                                                              | 100.000     |
| Brasilien (PMB)              | Gold                                                                   | 30.000      |
| Dänemark (IFPI)              | 4× Platin                                                              | 80.000      |
| Deutschland (BVMI)           | 6× Platin                                                              | 1.200.000   |
| Europa (IFPI)                | 3× Platin                                                              | (3.000.000) |
| Finnland (IFPI)              | Gold                                                                   | 18.800      |
| Frankreich (SNEP)            | Platin                                                                 | 200.000     |
| Griechenland (IFPI)          | Gold                                                                   | 7.500       |
| Irland (IRMA)                | Platin                                                                 | 15.000      |
| Italien (FIMI)               | Gold                                                                   | 205.400     |
| Kanada (MC)                  | 6× Platin                                                              | 600.000     |
| Mexiko (AMPROFON)            | Gold                                                                   | 50.000      |
| Neuseeland (RMNZ)            | 3× Platin                                                              | 45.000      |
| Niederlande (NVPI)           | Platin                                                                 | 70.000      |
| Norwegen (IFPI)              | Platin                                                                 | 30.000      |
| Österreich (IFPI)            | 2× Platin                                                              | 60.000      |
| Polen (ZPAV)                 | Diamant                                                                | 100.000     |
| Portugal (AFP)               | 2× Platin                                                              | 40.000      |
| Rumänien (UFPR)              | 3× Platin                                                              | 12.000      |
| Russland (NFPF)              | 7× Platin                                                              | 140.000     |
| Schweden (IFPI)              | Gold                                                                   | 20.000      |
| Schweiz (IFPI)               | 5× Platin                                                              | 150.000     |
| Singapur (RIAS)              | Gold                                                                   | 5.000       |
| Spanien (Promusicae)         | Gold                                                                   | 40.000      |
| Ungarn (MAHASZ)              | 2× Platin                                                              | 12.000      |
| Vereinigte Staaten (RIAA)    | 3× Platin                                                              | 3.000.000   |
| Vereinigtes Königreich (BPI) | 4× Platin                                                              | 1.200.000   |
| Insgesamt                    | 8× Gold · 58× Platin · 1× Diamant ·                                    | 10.569.900  |

Hauptartikel: Nelly Furtado/Auszeichnungen für Musikverkäufe